# Пейнс-Крік (Каліфорнія)
Пейнс-Крік (англ. Paynes Creek) — переписна місцевість (CDP) в США, в окрузі Техама штату Каліфорнія. Населення — 54 особи (2020).

## Географія
Пейнс-Крік розташований за координатами 40°20′31″ пн. ш. 121°55′30″ зх. д. / 40.34194° пн. ш. 121.92500° зх. д. (40.341884, -121.924985).  За даними Бюро перепису населення США в 2010 році переписна місцевість мала площу 8,88 км², з яких 8,88 км² — суходіл та 0,00 км² — водойми.

## Демографія
Згідно з переписом 2010 року, у переписній місцевості мешкало 57 осіб у 24 домогосподарствах у складі 18 родин. Густота населення становила 6 осіб/км².  Було 34 помешкання (4/км²).
Расовий склад населення:
| - 89,5 % — білих - 3,5 % — корінних американців - 1,8 % — осіб інших рас |

До двох чи більше рас належало 5,3 %. Частка іспаномовних становила 12,3 % від усіх жителів.
За віковим діапазоном населення розподілялося таким чином: 19,3 % — особи молодші 18 років, 56,1 % — особи у віці 18—64 років, 24,6 % — особи у віці 65 років та старші. Медіана віку мешканця становила 45,8 року. На 100 осіб жіночої статі у переписній місцевості припадало 137,5 чоловіків;  на 100 жінок у віці від 18 років та старших — 142,1 чоловіків також старших 18 років.
Середній дохід на одне домашнє господарство  становив 40 286 доларів США (медіана — 34 643), а середній дохід на одну сім'ю — 67 729 доларів (медіана — 78 125). За межею бідності перебувало 5,7 % осіб, у тому числі 0,0 % дітей у віці до 18 років та 23,5 % осіб у віці 65 років та старших.
Цивільне працевлаштоване населення становило 22 особи. Основні галузі зайнятості: оптова торгівля — 27,3 %, освіта, охорона здоров'я та соціальна допомога — 27,3 %, роздрібна торгівля — 18,2 %, публічна адміністрація — 13,6 %.